# 津野まさい
津野 まさい（つの まさい、1月20日 - ）は、日本の女性声優、ナレーター。東京都出身。シグマ・セブン所属。

## 来歴
- 大学時代に劇団の養成所に入所。演技の基礎を学ぶ。大学卒業後、東京新聞社に入社。新聞社に勤務する傍ら、電通が運営するタレント養成所TTC（テレビタレントセンター）に入所し、声優及びナレーションの授業を受ける。新聞社を2年で退職し、本格的にナレーターを目指す。TTC卒業後、TTB（テレビタレントビューロー)に所属したのちに俳協へ移籍。1988年よりシグマ・セブンに所属。
- 2023年7月、公式YouTubeチャンネル開設。
- 2025年7月9日、左顔面に顔面神経麻痺を発症。治療に専念するため暫く休養することを発表した[4][5][6]。

## 出演作品

### ナレーション
- NHK
  - ステップ&ジャンプ
  - グッと!スポーツ
- NHK教育
  - 土曜フォーラム
- 日本テレビ
  - 新ニッポン探検隊
  - おもいッきりテレビ 今日は何の日
  - 東京都だより
  - 今夜くらべてみました
- フジテレビ
  - ビューティーコロシアム
  - 皇室スペシャル
  - ペット百科
  - バイキング（2014年4月1日 - 2015年3月26日）
- テレビ朝日
  - ビートたけしのTVタックル
- TBSテレビ
  - 世にも不思議なランキング
  - まさかの一丁目一番地
  - 中居大悟に言いたい人々
- テレビ東京
  - 出没!アド街ック天国
  - 東京レポート
  - そうだ旅（どっか）に行こう。
  - 緊急車両24時
- NHK-BS
  - 地球ウォーカー
  - アジア Who's Who
- NHK BS-hi
  - ハイビジョン特集
  - 早坂暁の一期一会
- BS-i
  - 私の美術館
- BSフジ
  - 欧州サッカーへの道
- BS朝日
  - ケンコバのほろ酔いビジホ泊 全国版
  - 夢が咲く 有吉園芸
- BS日テレ
  - 綾小路きみまろTV　武田鉄矢と語る昭和スター列伝（2024年1月4日　※製作：日活・チャンネルNECO）
- CSヒストリーチャンネル
  - 日本の詩情
- CSエルネット
  - 子供放送局

### テレビアニメ
- ケロロ軍曹（特別出演） - 第152話で、『出没!アド街ック天国』を模した劇中番組『出没!アド星ック天国』のナレーションとして出演。

### ラジオ番組
- サイレントブリーズ（エフエム横浜）
- ミュージック・オーシャン